# Université fédérale du Nord-Caucase
L'université fédérale du Nord-Caucase est un établissement d'enseignement supérieur de Stavropol, dans le sud de la Russie. L'université a été créée en 2012 en fusionnant trois grandes universités de la région de Stavropol ; l'université technique d'État du Caucase du Nord, l'université d'État de Stavropol et l'université d'État des sciences humaines et de la technologie de Pyatigorsk.
L'université propose 156 programmes de formation et des spécialités de l'enseignement supérieur, plus de 700 programmes éducatifs supplémentaires.
Le personnel enseignant de l'université compte environ 1,5 mille employés.
Depuis 2017, l'université dispose d'un centre de formation pour les personnes handicapées.
La bibliothèque scientifique de l'université est l'une des meilleures de la Russie et compte plus de 1,5 million d'articles, dont une collection de vieux livres imprimés et des éditions rares publiées au XVIIe siècle et plus tard.

## Histoire
- En 1930, l'Institut agro-pédagogique de Stavropol a été créé. Ensuite:
  - Institut pédagogique d'État de Stavropol (1932),
  - Université pédagogique d'État de Stavropol(1993),
  - à la suite de la fusion avec l’antenne de l'Académie d'État de droit de Moscou - Université d'État de Stavropol(1996).
- En 1971, l'Institut polytechnique de Stavropol a été créé. Ensuite:
  - Université technique d'État de Stavropol(1994),
  - Université technique d'État du Caucase du Nord (1999)
- En 1999, par décret du Premier ministre Vladimir V. Poutine, l'université d'État de Pyatigorsk pour les sciences humaines et la technologie a été créée.
- En 2011, le président de la fédération de Russie a signé un décret sur la création de l'université fédérale du Nord-Caucase sur la base de l'université technique d'État du Caucase du Nord en rejoignant d'autres établissements d'enseignement.
- En février 2012, le gouvernement a ordonné la création de l'université fédérale du Nord-Caucase
- En mai 2012, l'État de Stavropol et l'université humanitaire et technologique d'État de Pyatigorsk ont été joints à l'université fédérale du Nord-Caucase.

## Organisation
La structure de l'université comprend 9 instituts de Stavropol et deux instituts (antennes) à Pyatigorsk et Nevinnomyssk:
- Institut de sciences humaines[1]
- Institut d'ingénierie[2]
- Institut de mathématiques et de sciences naturelles[3]
- Institut des systèmes vivants[4]
- Institut des technologies de l'information et des télécommunications
- Institut du pétrole et du gaz[5]
- Institut d'économie et de management[6]
- Institut d'éducation et des sciences sociales[7]
- Institut de droit[8]
- Institut technologique de Nevinnomyssk
- Institut de service, de tourisme et de design de Pyatigorsk.

## Science
Les domaines de recherche prioritaires de l'université sont:
- chimie organique, chimie pharmaceutique;
- nanotechnologie et nouveaux matériaux;
- technologies biomédicales, technologies des systèmes vivants, sécurité biologique et biotechnologies alimentaires;
- technologies aérospatiales et de géoinformation, aménagement du territoire;
- neuro-ordinateurs, calcul parallèle et hautes performances;
- sécurité intégrée de l'information des infrastructures et des territoires;
- efficacité énergétique et économie d'énergie.

Les travaux de recherche se déroulent dans le cadre de 27 écoles scientifiques et 47 domaines de recherche.
Sur la base de l'université, il existe 10 conseils de thèse dans 24 spécialités scientifiques.

## Remarques
North Caucasus Federal University // Roumania - Saint-Jean-de-Luz. - M.: Great Russian Encyclopedia.-- P. 652-653. - (Great Russian Encyclopedia: [en 35 volumes.] / Ch. Ed. Yu. S. Osipov; 2004—2017, vol. 29). -  (ISBN 978-5-85270-366-8).